# ميرزا محمد رفيع سودة

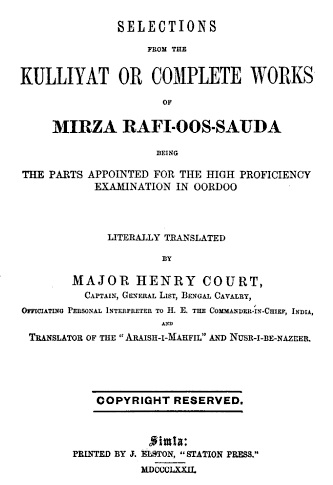
غلاف ترجمة عام 1872 لأعمال ميرزا محمد رفيع سودة

ميرزا محمد رفيع سودة (الأردية: مِرزا مُحمّد رفِیع سَودا، 1713–1781 م) كان شاعرًا أرديًا في دلهي، بالهند. وهو معروف بغزلياته وقصائده الأردية.

## الأساتذة والطلاب
كان سليمان قولي خان "فيداد" والشيخ زهر الدين حاتم [الإنجليزية] أستاذيه [الإنجليزية] (معلمي الشعر الأردية). كان الملك شاه عالم هو طالبه (طالب الشعر الأردي) من سودا. وكان أيضًا أستاذًا لشجاع الله. ومنحه نواب عاصف الدولة لقب ملكوش شعراء ومعاشًا سنويًا قدره 6000 روبية.

## الأعمال
في البداية كان يؤلف باللغة الفارسية، لكنه تحول إلى اللغة الأردية بناءً على نصيحة أستاذه خان آرزو.  تمت ترجمة أعماله في عام 1872 بواسطة الرائد هنري كورت، قائد سلاح الفرسان البنغالي. كليات السودة قام بتجميعها حكيم سيد اصلاح. كتب الدين خان المقدمة.  أعمال سودا من كلياته هي:
- مثنوي في هجاء الحكيم غوث
- مثنوي في هجاء الأمير الثري البخيل
- مثنوي في مدح الصيد
- مثنوي في هجاء فيل الراجا نري پت سنغه
- مثنوي في هجاء سيدي فولاد خان، شرطي شاهجهان آباد
- مثنوي في هجاء الفدوي من متواتان في البنجاب، الذي كان في الحقيقة طفلًا بقالًا
- مثنوي في هجاء چپك مرزا فيضو
- قصة الدراويش الذي نوى زيارة الكعبة
- مخمس في شؤون اضطراب المدينة (شهر آشوب)

- قصيدة في مدح نواب الوزير عماد الملك

## روابط خارجية
- كتب الأستاذ نسيم أحمد (أ). ديوان الغزاليات السعودية و (ب). مطلقة سودة
- مدونة Vinay Prajapati 'Nazar' Wordpress तक़लीक़-ए-нzer – التوسع يومًا بعد يوم
- محمد رفيع الشعر الأردي

59°41′15″N 6°26′14″E / 59.68750°N 6.43722°E